# 中国人民解放军驻香港部队合成旅
中国人民解放军驻香港部队合成旅，荣誉称号“红一团”，是中国人民解放军驻香港部队下辖的一个陆军合成旅，驻地香港特别行政区元朗区。
驻港合成旅在行政上属于中国人民解放军驻香港部队总部管辖，但在战时将纳入中国人民解放军南部战区陆军指挥体系。

## 历史

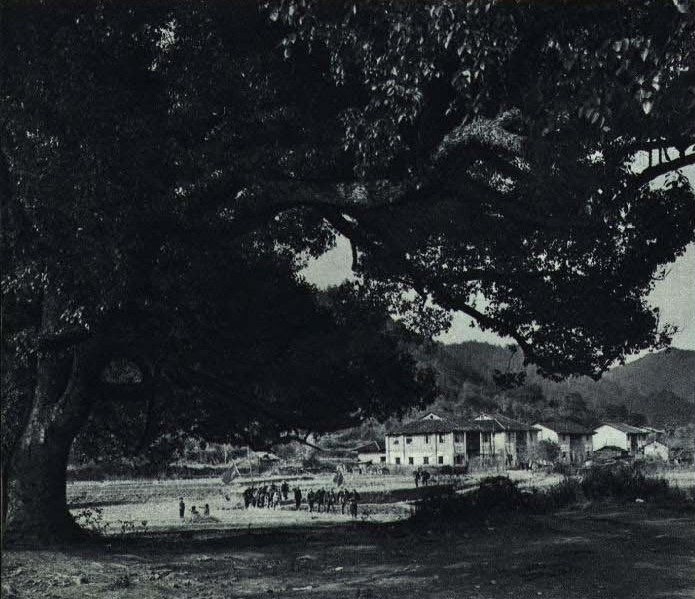
江西三灣，該部的誕生地（攝於1967年）

该旅前身为中国工农革命军第一军第一师第一团，是中国人民解放军作战序列中历史最为悠久的单位之一。1927年9月29日，秋收起义失败后，毛泽东在江西省永新縣三湾鄉对起义军进行整編，史稱三灣改編，成立中国工农革命军第一军第一师第一团，即本部前身。随后于1928年4月28日跟随毛泽东上井冈山，与朱德所部会师，整编为中国工农红军第四军第十一师第三十一团，后为红一军团第一师第一团。参与了多次苏区反围剿作战，并跟随红一方面军进行长征。

### 长征

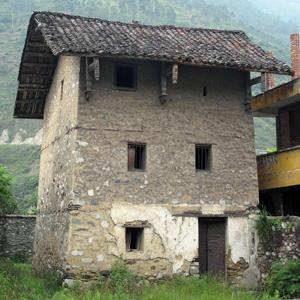
强渡大渡河时期的红军指挥所

长征期间，参与了四渡赤水，南渡乌江，巧渡金沙江，帮助红军摆脱了数十万国军的围堵。
1935年5月24日晚，红一团作为红一师先头部队，经80多公里的急行军赶到大渡河右岸的安顺场。此地由川军2个连驻守，渡口有川军第二十四军第五旅第七团1个营筑堡防守。当晚，红一团由团政治委员黎林率第二营到渡口下游佯攻，团长杨得志率第一营冒雨分3路隐蔽接近安顺场，突然发起攻击，经20多分钟战斗，击溃川军2个连，占领了安顺场，并在渡口附近找到1只木船。安顺场一带大渡河宽100多米，水深流急，高山耸立。在红军到达之前，川军第五旅第七团1个营抢占了这一地区，正在构筑工事，凭险防守。情况对红军十分不利。
5月25日晨，刘伯承、聂荣臻亲临阵地指挥。红一团第一营营长孙继先挑选17名勇士组成突击队。7时强渡开始，快接近对岸时，团长杨得志命令再打两炮，正中川军兵力密集处。突击队迅速控制了渡口。在右岸火力的支援下，红一团们击退了川军的反扑，控制了渡口，后续部队及时渡河增援，一举击溃川军1个营，巩固了渡河点。随后，红一军团第一师和干部团由此渡过了被国军视为不可逾越的天险大渡河。红一团2连战后被授予“大渡河连”的荣誉称号。红一军团《战士报》第186期报道了红一团强渡天险大渡河的事迹，十七名红一团士兵（未包括一营营长孙继先，几十年后方才得知他也直接參與了此次突擊，為“第十八名勇士”）获授“红星奖章”。
长征结束到达陕北后，被改编为陕甘支队第一大队。第二次国共合作开始后，被改编为国民革命军第18集团军第115师独立团。1938年1月，全团挺进敌后，编入晋察冀军区，团部改编为其第一军分区，军分区司令员兼政治委员为杨成武。独立团被拆分为第1、3、25一共3个小团，但同时要承担生产与宣传任务。

### 击毙阿部规秀

黄土岭战斗时第1军分区迫击炮连使用的迫击炮

1939年10月下旬，日军华北方面军第110、第26师、独立混成第2、第3、第8旅各一部，共2万余人，分多路对晋察冀抗日根据地北岳区进行冬季“扫荡”。11月3日，由涞源城出动的日军独立混成第2旅独立步兵第1营主力，被八路军部队歼灭于雁宿崖。11月4日，驻张家口日军出动华北方面军驻蒙军独立混成第2旅团所属各部实行报复性“扫荡”。其中4日晨，日军独立混成第2旅旅长阿部规秀中将率独立步兵第2、第4营共1,500余人，再次向雁宿崖、银坊方向急进，企图寻歼第一军分区主力。晋察冀军区即令第1军分区司令员兼政治委员杨成武统一指挥第1、第3、第25团，游击第3支队，第3军分区第2团，第120师特务团等，共6个多团的兵力，在民兵配合下，先以少数兵力调动、激怒日军，再将其诱至有利地形予以歼灭。日军于4日夜到达雁宿崖村。5日晨，日军进至张家坟一带，游击第3支队、第1团各以一部节节抗击诱其深入。6日，日军在游击队的诱击下，于黄昏进抵黄土岭。
杨成武决心于黄土岭东北上庄子至寨头之间狭谷伏击日军。遂以第1团及第25团一部并加强第1军分区炮兵连占领寨头东南、西南高地；第3团占领上庄子东南高地；第2团占领黄土岭东北高地；特务团由神南庄北进，从黄土岭东南方向加入战斗。
7日晨，阿部规秀率部冒雨向上庄子、寨头方向边侦察、边交替掩护前进，以避开八路军主力，绕道返回涞源城。但却始终未能发现两侧高地上的数千名伏兵。15时，当其全部进入设伏地域时，预伏的第1团、第25团一部迎头阻击，第3团和第2团分别从西、南、北三面包围，展开猛烈攻击。日军猝不及防，急忙抢占上庄子东北高地，并向寨头阵地反扑，双方展开激烈的山地争夺战。16时许，第1团指挥员发现在黄土岭与上庄子之间的一座独立家屋附近有多名日军指挥官活动，即令迫击炮连对准目标轰击，后证实，击毙的指挥官中有阿部规秀。11月8日晨，日军多路增援，八路军遂撤出战斗，黄土岭战斗结束，日軍至少陣亡百人，受傷一百一十人，根據相關研究，日軍總共在雁宿崖與黃土嶺總共戰死一百一十人
。阿部规秀是共产党部队在抗日战争中，正面战斗击毙的日军最高指挥官。
战后，击毙阿部规秀的第一军分区第一团迫击炮连被授予“黄土岭功臣炮连”荣誉称号。该连现为驻港合成旅第四营火力连。

### 狼牙山五壮士
1941年日本军队再次对华北的八路军抗日根据地进行大规模扫荡，包围了八路军晋察冀军区一分区部队及2,000名当地群众，一团七连担任掩护军区和转移群众的任务。七连经过顽强抵抗，转移了日军注意，使日军以为七连是八路军主力，七连最后留下六班掩护，为了争取主力和群众撤退的时间，这个班将日军主力引向狼牙山主峰棋盘陀，与四面包围的日军进行激战。在最后弹尽粮绝只剩下五个人的情况下，集体跳崖自尽。
1941年11月5日《晋察冀日报》对五壮士进行《棋盘坨上的五个神兵》的报道。1941年11月7日，晋察冀军区司令员聂荣臻签署命令将五战士命名为“狼牙山五壮士”。1942年5月，晋察冀军区举行了“狼牙山五壮士”命名暨反扫荡胜利祝捷大会，晋察冀军区领导机关授予３名烈士“模范荣誉战士”称号，并追认胡德林、胡福才为中国共产党党员；批准宋学义入党；通令嘉奖葛振林、宋学义，并授予二人“勇敢顽强”奖章，由一分区政治部主任罗元发亲自在大会上给二人在胸前佩戴奖章。1942年，晋察冀边区政府为表彰狼牙山五勇士的功勋，把山后的甘河北沟改名为“五勇村”。1942年4月，晋察冀军区在棋盘陀上建立了“三烈士塔”。他们所在的第一军分区第一团七连也被誉为“狼牙山五壮士连”。该连在1993年驻港步兵旅组建时留在了步兵第一六三师，现为合成第一六三旅步兵某连。
1942年5月，第一军分区第一团，编入陕甘宁晋绥联防军，为教导第二旅第一团，此后便留在教导第二旅直至抗日战争结束。

### 第二次国共内战
抗日战争结束后，教导第二旅第一团作为中共中央钦点的部队跟随林彪一起挺进东北。1946年9月编成热辽军区独立第十七旅第四十九团，后为军区独立第一师第一团。
1946年初国军3个军进入热河，1946年8月26日占领承德，8月31日占领隆化。前方指挥部命令独立第十七旅乘势夺取隆化县城，但因准备不足，全旅伤亡2,000余人也未能攻下隆化。1947年5月，东北民主联军发动夏季攻势。东北民主联军总部要求冀察热辽军区将下属部队集中为野战部队，开展大部队作战，以牵制位于承德、热西的国军第十三军和赤峰、热东、热辽的第九十三军，不让其东调辽西、南满战场。为此，部队东进朝阳，试图发起第二次龙华战役改编为东北人民解放军第十一纵队第三十一师九十一团，独一师改为第三十一师，李荣顺任三十一师副师长兼第九十一团团长。
5月24日晚11点，第九十一团开始行动。25日清晨，李荣顺即指挥由本团第一连（红一连）、第六连组成的突击队，在晨雾中迅速敏捷地从北侧绝壁攀登而上，接近敌前沿。4时，三颗信号弹升上天空，第九十一团炮兵向苔山主峰猛烈轰击，国军地堡一个一个地被摧毁。仅30分钟，突击队就占领了苔山制高点一至四号碉堡群。这时，进攻苔山西南侧碉堡群的第九十二团尖刀连受阻，李荣顺立即率第一连、三连主动去支援，经过一番苦战后取得了隆化苔山攻坚战的胜利，但李荣顺于肉搏战中阵亡。随后参与辽沈战役，于塔山阻击战中作为东野四纵的预备队一部，但并未实际参战。
1948年11月，由东北人民解放军第11纵队31师改称中国人民解放军第四十八军第一四二师，下辖第424、425、426团，师长欧致富，政治委员谢镗忠。第九十一团旋即改为第四二四团，参加平津战役。在跟随东野先遣兵团入关途中的密云战役中，第四二四团二营五连负责进攻密云县城东北角，由于战斗异常惨烈全连只剩下38个人，但仍不畏惧使用刺刀一直进攻，为攻占密云立下了重要功劳。战后五连被中央军委授予“密云尖刀连”荣誉称号。在随后的战争中，还参与了湘赣战役、赣西南战役、井冈山剿匪等战役战斗。
1949年8月，以第一四二师为主体，组建吉安军分区，第四二四团番号保留，主要留在井冈山清剿国军残余势力。

### 建国后
1950年11月，第一四二师调离吉安赴东北改编为炮兵第5训练基地，第一四二师四二四团（即本部）和第一四四师第四三〇团互调建制，前往粤东驻防。1970年陆军全军番号重排，陆军第一四四师改番号为陆军第一六三师，步兵第四三〇团改番号为步兵第四八七团。该部所属的一六三师长期以来都是陆军第五十五军唯一一个齐装满员的甲种师，四八七团也是广州军区重点培养建设的精锐步兵团。

### 对越作战
1979年中越战争爆发，根据广州军区指示和第55军的作战部署，第一阶段作战要求歼灭越南谅山省重镇同登之敌。第55军决心集中优势兵力火器，以163师、165师从北面以包抄合围之势攻击同登，同时使用164师攻击谅山东侧要点坂然，牵制谅山越军主力，保障高平方向战役的顺利进行。
1979年2月17日拂晓，163师集中两个炮兵分群共170余门火炮，对同登当面越军的上百个目标进行了猛烈炮火急袭。随后，步兵全线发起冲击。左翼488团一路边打边插，先后翻越14座山头，突破越军5道防线，连续跃进22公里，经4小时40分钟穿插战斗攻占探垄和魁梅、那派附近要点，控制了同登通往谅山的公路和铁路，完成了对同登之越军的左翼外层包围。与488团并肩进攻的487团负责从中路正面突破，首先收复了被越军占领的中国领土浦念岭、魁郎岭，尔后相继攻占三孔桥、那板西侧无名高地、玻保北侧无名高地、460高地、480高地、班列、423高地等要点，完成了对同登之敌的左翼内层包围。同登地区最后的搜歼战斗打得异常残酷激烈。在随后的同登搜歼战中，487团2营连续打了三次，激战三天四夜全歼了探某所地的越军。战后，中央军委授予步兵第四八七团二营“攻坚英雄营”荣誉称号。该部现为驻港合成旅合成二营。
2月27日早晨，第二阶段作战打响，第55军3个师在炮兵支援下分别从北侧、西北侧和东北侧扑向谅山。其中163师配属炮兵1个团另2个营、坦克2个连，居于全军中路，沿同登至谅山公路向谅山实施主要突击。第四八七团再次参战，歼灭越军百余人。
整场战争163师出境作战24天，共歼敌5,861人（其中毙敌5,293人，伤敌530人，俘敌38人，歼敌数量位居东西两线参战29个陆军师之首），自身伤亡2,200余人，敌我交换比为2.64：1。战后，该师有4个单位（1个单位来自本部）、7名个人（4人来自本部）被中央军委授予荣誉称号，成为东西两线被中央军委授予荣誉称号单位、个人数量最多的陆军师。

### 驻港步兵旅组建
1993年7月，中央军委决定，从步兵第一六三师抽调4个步兵营（其中四八七团2个、四八八团、四八九团各一个营）加上第四十一集团军“塔山英雄团”一部，组成驻香港部队步兵旅。旅部由四八七团团部扩建而成。旅部携带汽车连，以及部分后勤分队和陆军航空兵一部於1997年6月30日晚率先入駐元朗区石岗军营，其他下属各步兵分队则分批入驻枪会山军营、赤柱军营等部。
2017年整编为驻香港部队合成旅，为现有编制。

## 图集

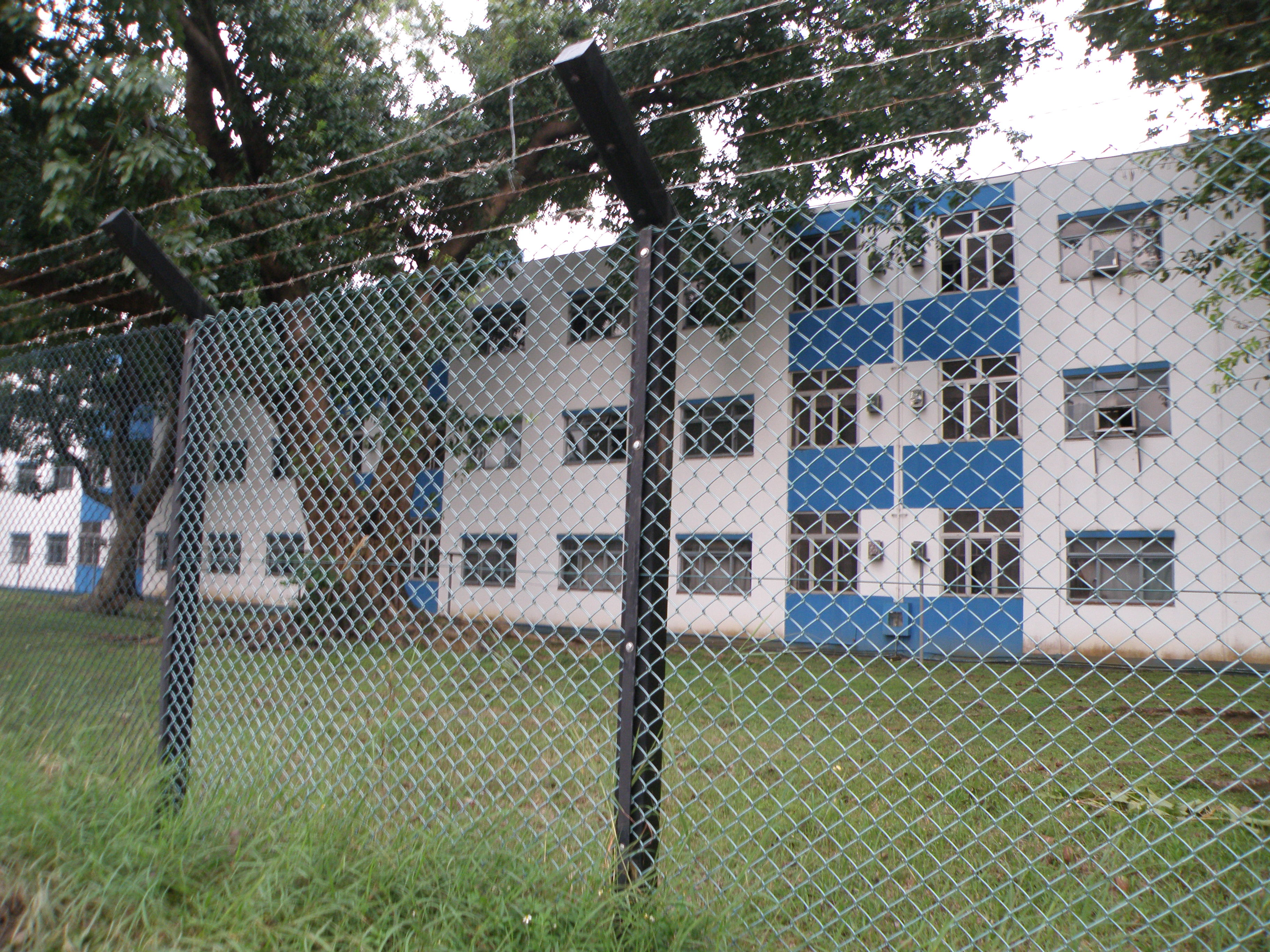
石岗军营一角，旅部机关驻扎于此
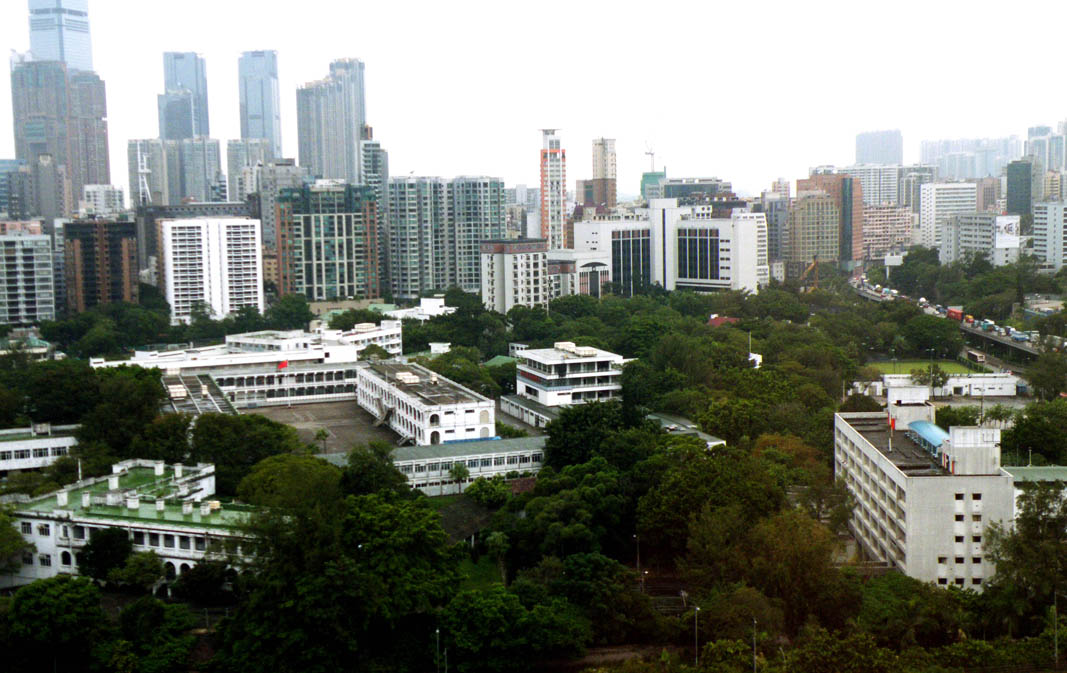
枪会山军营，本旅一部驻扎于此
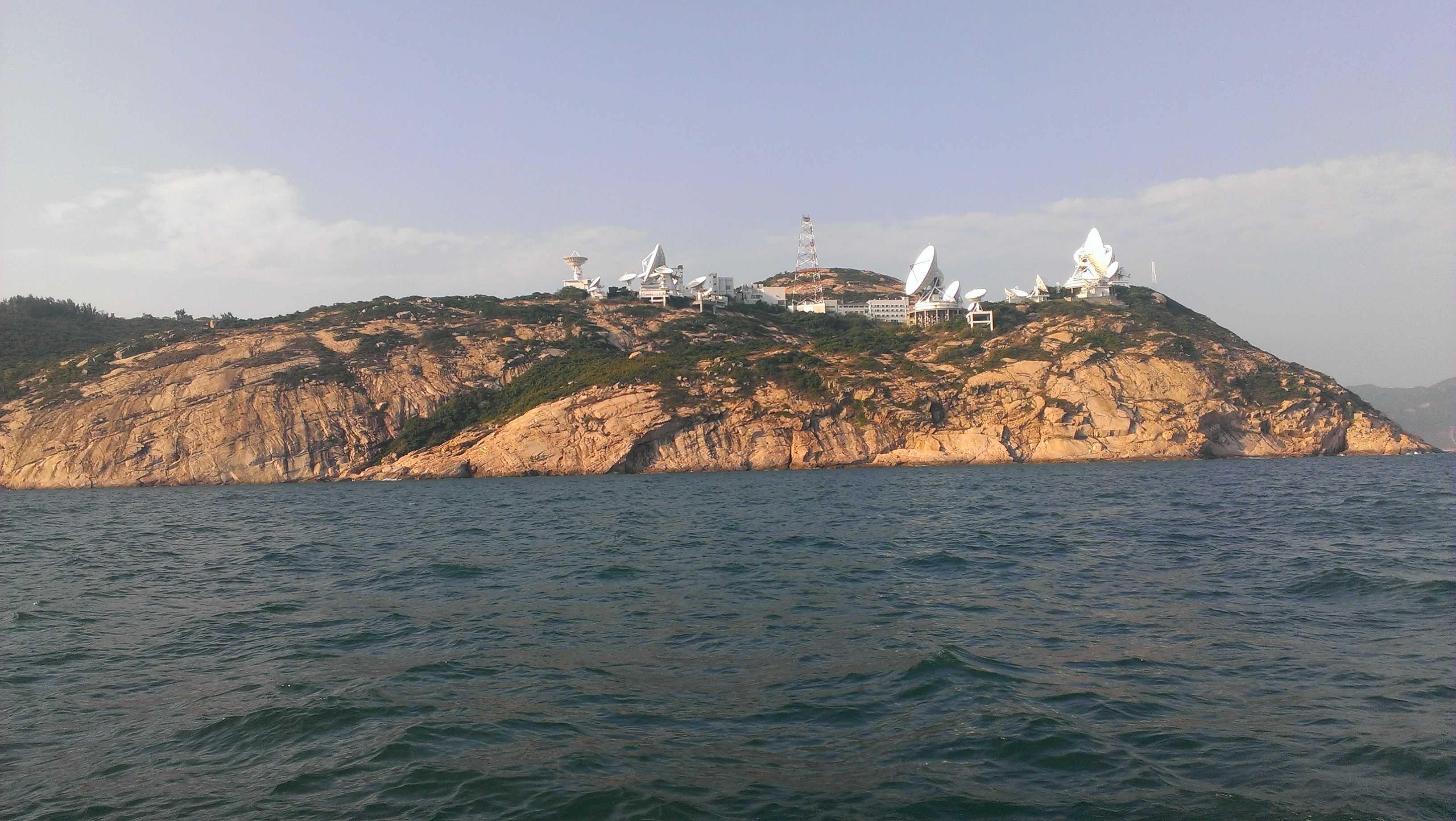
赤柱军营，本旅一部驻扎于此
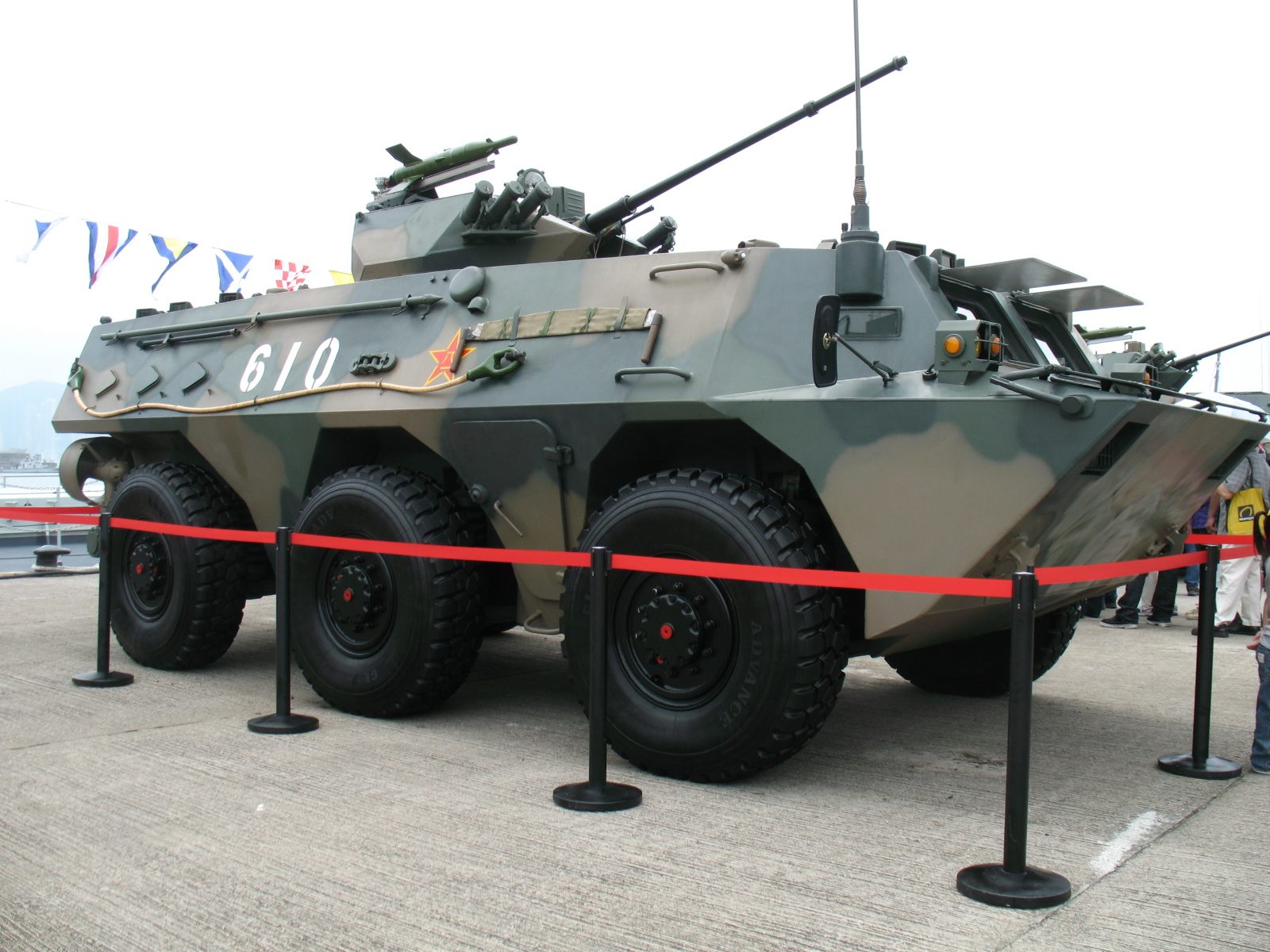
本旅曾使用的ZSL-92B步兵战车

## 番号沿革
| 部隊番號                           | 使用時期                |
| ---------------------------------- | ----------------------- |
| 中国工农革命军第一军第一师第一团   | 1927年9月29日-1928年5月 |
| 中国工农红军第四军第三十一团       | 1928年5月-1929年3月     |
| 中国工农红军第四军第三纵队         | 1929年3月-1930年7月     |
| 中国工农红军第三军第七师           | 1930年7月-1933年8月     |
| 红一方面军第一军团第一师第一团     | 1933年8月-1935年9月     |
| 陕甘支队一大队                     | 1935年9月-1936年1月     |
| 红一军团第一团                     | 1936年1月-1937年7月     |
| 八路军第一一五师独立团             | 1937年7月-1938年1月     |
| 晋察冀军区第一军分区第一团         | 1938年1月-1942年5月     |
| 陕甘宁晋绥联防军教导第二旅第一团   | 1942年5月-1946年9月     |
| 热辽军区独立第十七旅第四十九团     | 1946年9月-1947年7月     |
| 热辽军区独立第一师第一团           | 1947年7月-1948年3月     |
| 东北人民解放军第九十一团           | 1948年3月-1948年11月    |
| 中国人民解放军第四十八军第四二四团 | 1948年11月-1950年11月   |
| 步兵第四三〇团                     | 1950年11月-1970年1月    |
| 步兵第四八七团                     | 1970年1月-1985年10月    |
| 摩托化步兵第四八七团               | 1985年10月-1993年7月    |
| 驻香港部队步兵旅                   | 1993年7月-2017年4月     |
| 驻香港部队合成旅                   | 2017年4月至今           |

## 荣誉
- 黄土岭功臣炮连：现本旅合成第四营火力连[33]
- 大渡河连：前红一方面军第一军团一师一团一营二连，现为本旅合成第一营第二连[36]
- 攻坚英雄营：前摩步第一六三师第四八七团第二营，现为本旅合成第二营
- 密云尖刀连：前摩步第一六三师第四八七团第二营第五连，现为本旅合成第二营第五连[37]